# Philibert Berthelier
Pour les articles homonymes, voir Berthelier.
Philibert Berthelier, né vers 1465 à Virieu-le-Grand (duché de Savoie) et décédé le 23 août 1519 à Genève, est un des pères de l'indépendance genevoise. 

## Biographie
Il étudie le droit, probablement à Chambéry où il se trouve en 1485. Bien que propriétaire de deux maisons à Genève, il conserve des liens avec son lieu d'origine dans le duché de Savoie. Il défend ainsi les intérêts du duc Philippe II de Savoie dans la liquidation de la seigneurie de Virieu, puis se met au service du nouveau seigneur René qu'il accompagne dans sa campagne en Italie avec les armées de Louis XII de France (1502-1503).

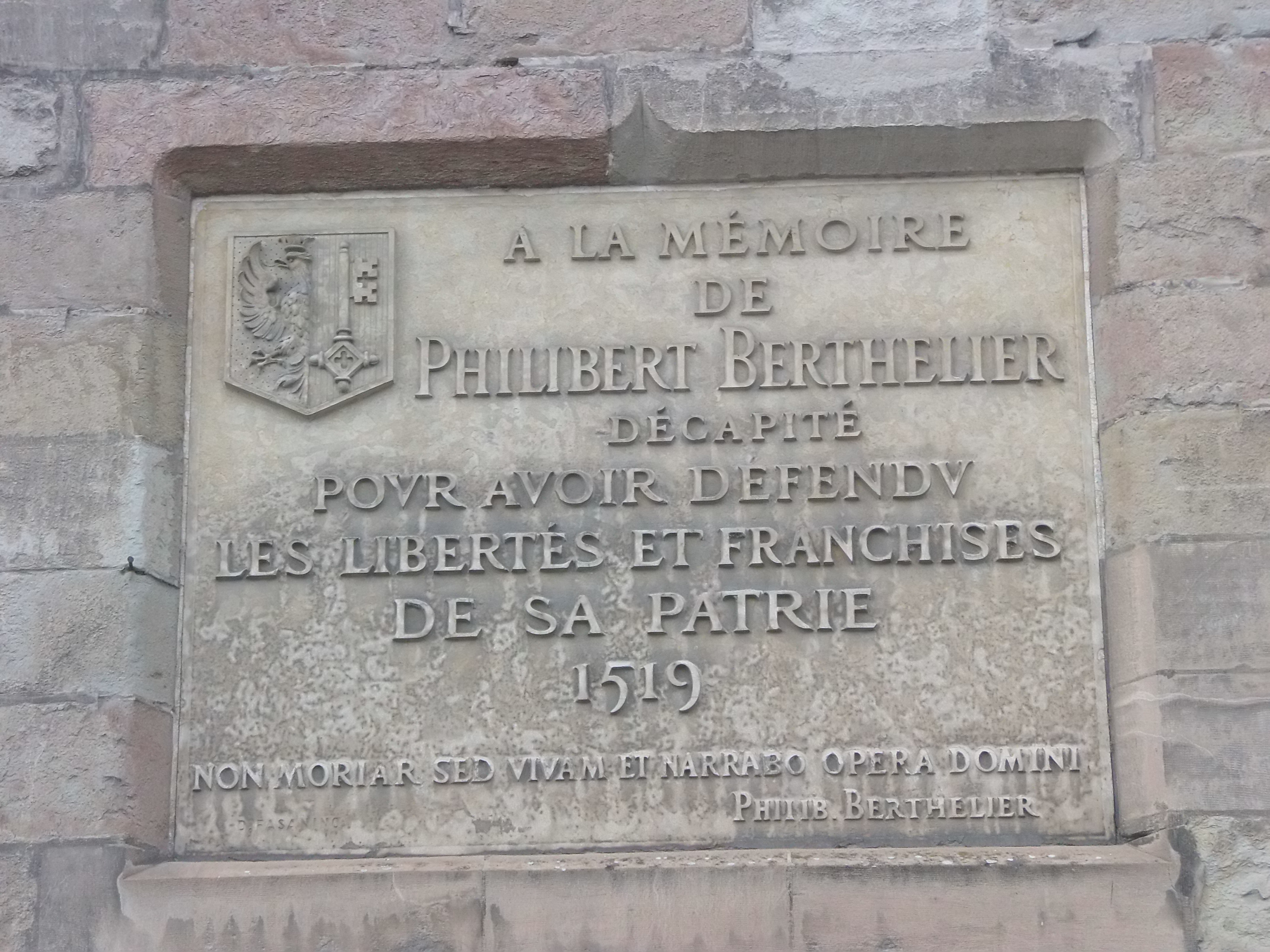
« À la mémoire de Philibert Berthelier », sur la Tour de l'Île à Genève, à côté de sa statue.

À son retour, il s'installe définitivement à Genève et est nommé en 1505 capitaine de la compagnie des archers et membre du Conseil des Cinquante. Il prend la tête des Eidguenots et s'oppose en 1506 à Charles III de Savoie, qui entreprend de soumettre Genève à son pouvoir, en refusant de lui prêter l'artillerie de la ville. Il est élu membre du Petit Conseil en 1512 et se trouve accusé à tort en 1517 d'avoir trempé dans un complot contre la vie de l'évêque. Il quitte alors Genève pour se réfugier pendant quelques mois à Fribourg où il négocie, avec Besançon Hugues, une combourgeoisie entre les deux villes. Les syndics de Genève l'acquittent au début de l'année 1519 mais l'évêque le fait arrêter le 21 août et le condamne à mort comme traître. Berthelier est exécuté devant le château de l'Île le 23 août. Le bourreau traîne ensuite son cadavre sur une charrette à travers la ville et le pend au gibet de Champel tandis que sa tête est exposée à Plainpalais.

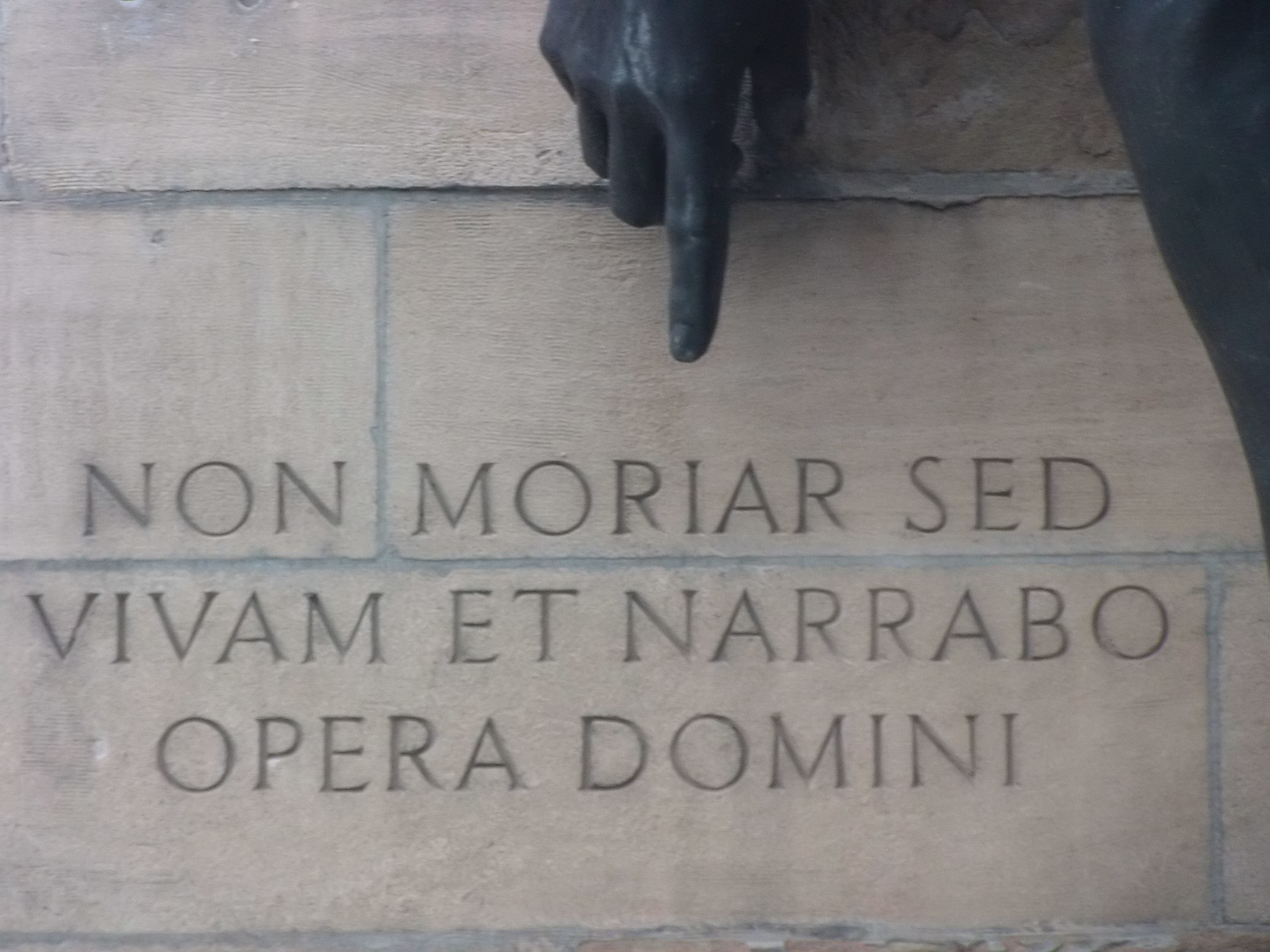
Non moriar sed vivam et narrabo opera domini (Je ne mourrai pas mais je vivrai et je raconterai les œuvres du Seigneur.) : inscription pointée du doigt par la statue de Philibert Berthelier sur la Tour de l'Île à Genève.

Deux de ses fils seront des fervents opposants de Jean Calvin à Genève : l'un, condamné à mort, y échappe en fuyant la ville, l'autre est décapité en 1557.

## Hommages

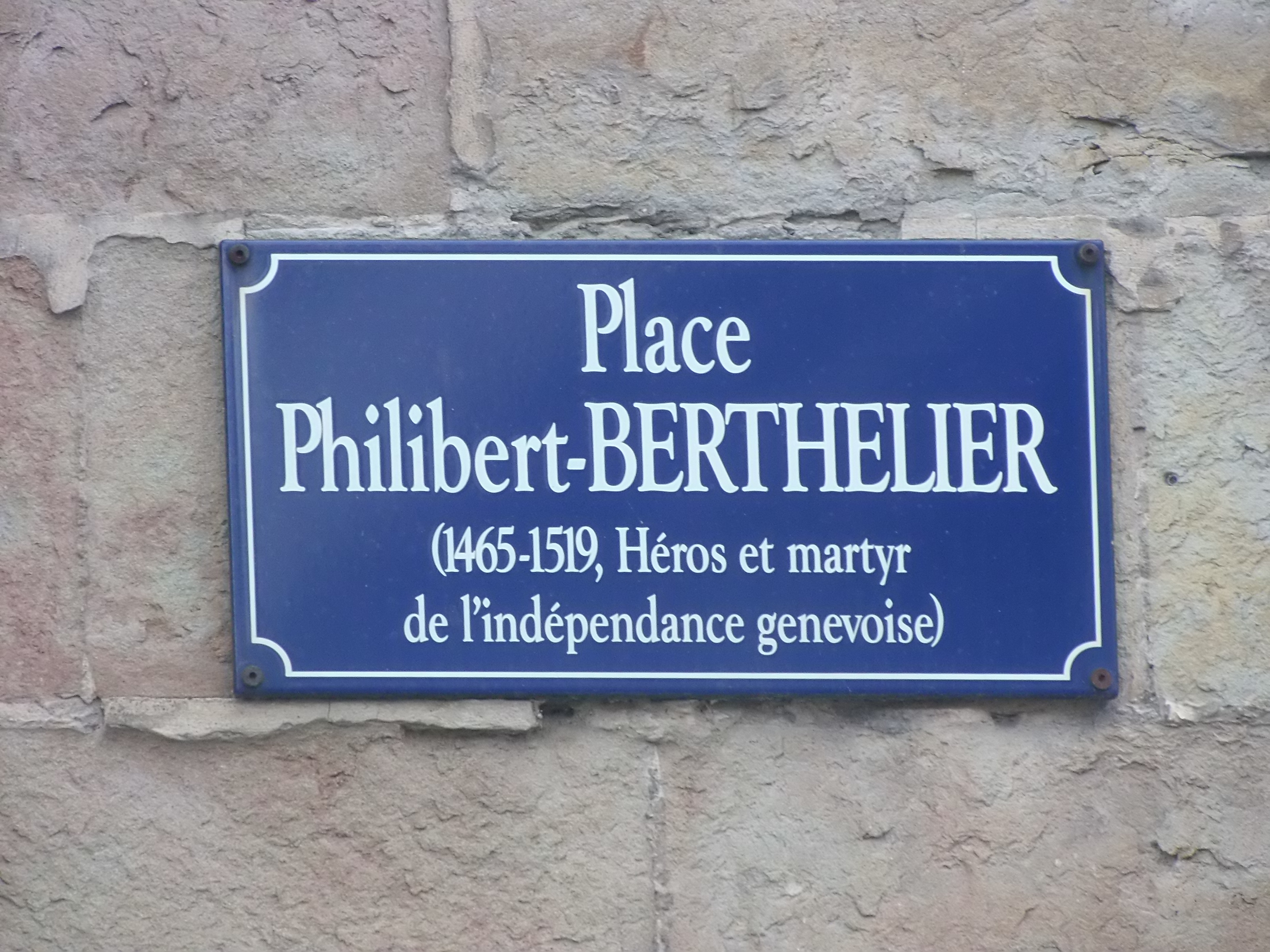
Plaque indiquant la place Philibert-Berthelier.

Une statue de Philibert Berthelier élevée par souscription nationale est inaugurée le 30 mai 1909 sur la place du même nom à Genève, au pied de la Tour de l'Île, dernier vestige du château médiéval. Elle est l’œuvre du sculpteur Ampelio Regazzoni, sur un socle dessiné par l'architecte Edmond Fatio.

### En musique
Henri Kling, corniste et compositeur français installé à Genève, compose en 1866 l'opéra L'Échafaud de Berthelier.